# The Return of the King
The Return of the King ist ein englischsprachiger Zeichentrickfilm aus dem Jahr 1980, nach dem Buch Der Herr der Ringe von J. R. R. Tolkien.

## Handlung
Der Film beginnt mit dem 129. Geburtstag von Bilbo, der in Bruchtal gefeiert wird. Während der Feier stellt Bilbo plötzlich fest, dass Frodo nur noch neun Finger hat. An dieser Stelle des Filmes springt der Film in der Geschichte zurück, an die Stelle, wo Frodo und Sam nach Cirith Ungol, an der Grenze nach Mordor, gekommen sind und wo die Spinne Kankra Frodo gefangen hat. Sam, der in dieser Situation Frodo rettet, wird für einen Moment versucht, und stellt sich die Frage, ob nicht er den Ring beanspruchen sollte. Gandalf und Pippin erreichen Minas Tirith und warnen Denethor, den Truchsess von Gondor, vor dem heranziehenden Krieg. Während der Geschehnisse in Gondor geht die Reise von Frodo und Sam weiter. Mittlerweile haben sie Mordor betreten und sind weit gekommen. Sie stehen am Schicksalsberg und wollen den Ring vernichten. Plötzlich greift Gollum ins Geschehen ein. Er beißt den Ring von Frodos Finger, ist nun Herr des Rings, stürzt aber durch Unvorsicht in die Flammen des Berges. Der Ring ist zerstört. Zuvor hatten die Soldaten von Gondor mit ihren Verbündeten aus Rohan einen Sieg auf den Pelennor-Feldern errungen und Aragorn hatte eine Armee zu den Toren von Mordor geführt, obwohl die Schlacht aussichtslos schien, nur um Frodo Zeit zu verschaffen. Doch nun ist der Ring und die dunkle Seite vernichtet. Die Schlacht ist gewonnen und Aragorn wird zum König von Gondor gekrönt. An dieser Stelle springt der Film wieder zu Bilbos Geburtstag. Frodo beschließt Bilbo zu begleiten, wenn dieser Mittelerde verlässt und nach Westen geht.

## Hintergrund
Der Film wurde von Rankin/Bass Productions produziert und durch das japanische Studio Topcraft animiert, aus dem später Studio Ghibli hervorging. Er wurde erstmals am 11. Mai 1980 im Fernsehen der USA gesendet.
The Return of the King wurde von den Produzenten und zugleich Regisseuren von The Hobbit gedreht und schließt inhaltlich an diesen an. Ebenso gilt er als Fortsetzung des Der-Herr-der-Ringe-Zeichentrickfilms von 1978, obwohl beide in ihrer Machart erheblich voneinander abweichen und in der Handlung zwischen den Filmen eine Lücke bleibt. Der Regisseur des Zeichentrickfilmes von 1978, Ralph Bakshi, hatte selbst vorgehabt, einen zweiten Teil zu drehen, doch wegen des geringen Erfolges seiner Umsetzung kam es nicht dazu. Die Zeichentrickproduzenten Rankin & Bass, die gute Kontakte nach Japan pflegten und später Das letzte Einhorn als Zeichentrickfilm herausbrachten, hatten jedoch ein großes Interesse an einer Fortsetzung. Aus diesem Grund zeigen Das letzte Einhorn und The Return of the King zeichnerische Ähnlichkeit.
Vertreiber des Films sind die American Broadcasting Company und Warner Bros. Eine deutsche Synchronisation beziehungsweise deutsche Untertitel existieren nicht.